# كيمبرلي جارنر
كيمبرلي جارنر (بالإنجليزية: Kimberley Garner)‏ هي مقدمة تلفزيونية ومصممة أزياء ومصممة وممثلة بريطانية، ولدت في 4 فبراير 1990 في لندن في المملكة المتحدة.

## وصلات خارجية
- الموقع الرسمي
- كيمبرلي جارنر على موقع IMDb (الإنجليزية)
- كيمبرلي جارنر على موقع قاعدة بيانات الفيلم (الإنجليزية)